# Simulium leonense
Simulium leonense es una especie de insecto del género Simulium, familia Simuliidae, orden Diptera.
Fue descrita científicamente por Boakye, Post & Mosha, 1993.